# Kasteelhoeve van Falaën

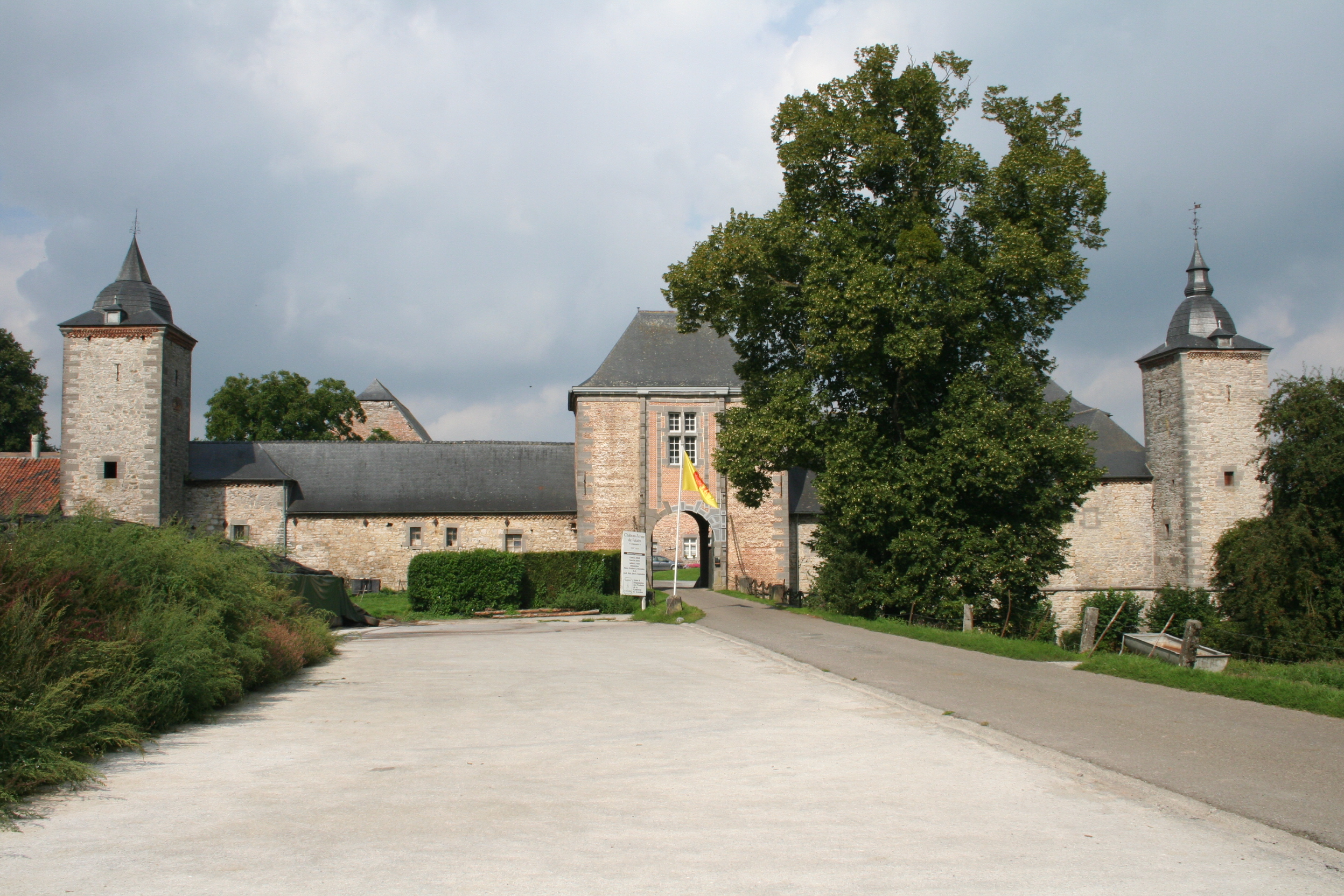
Het Kasteel van Falaën

Het Kasteel van Falaën is een versterkte kasteelboerderij, gelegen in Falaën in de provincie Namen.
Het kasteel werd gebouwd door de familie Polchet tussen 1670 en 1673. Het was oorspronkelijk een groot vierhoekig gebouw, verdedigd door vier hoektorens met een poortgebouw uitgerust met een ophaalbrug. Zo beschermde de burgerij zich in die tijd tegen bendes van plunderaars. In de achttiende eeuw ging de kasteelhoeve over naar de familie Coppin. Het kasteel bleef gedurende twee eeuwen in hun bezit. Dankzij de populariteit van deze familie kwam het kasteel ongeschonden door de revolutionaire periode. In de twintigste eeuw werd het kasteel verkocht aan de familie Delhaye.
Eén toren, de gracht, de ophaalbrug en een deel van de gebouwen aan de zuidkant zijn verdwenen. Op de binnenplaats is een schandpaal te zien. Dit komt zelden voor bij een herenhuis.